# Sankt Catharinæ (parochie)
Sankt Catharinæ is een parochie van de Deense Volkskerk in de Deense gemeente Hjørring. De parochie maakt deel uit van het bisdom Aalborg en telt 11755 kerkleden op een bevolking van 13546 (2004).
Historisch werd de parochie in de stad Hjørring vermeld bij de herred Vennebjerg. De parochiekerk, gewijd aan Catharina van Alexandrië, is de grootste kerk in Hjørring.
Bistrup · Børglum · Em · Hæstrup · Harritslev · Jelstrup · Løkken-Furreby · Lyngby · Mårup · Rakkeby · Rubjerg · Sankt Catharinæ · Sankt Hans · Sankt Olai · Sejlstrup · Skallerup · Tårs · Vejby · Vennebjerg · Vrå · Vrejlev · Vrensted